# Lee Sedol
Dans ce nom coréen, le nom de famille, Lee, précède le nom personnel.
Lee Sedol (hangeul : 이세돌, hanja : 李世乭, Yi Se-tol ou Lee Se-dol), né le 2 mars 1983, est un joueur de go professionnel coréen. Classé 9p, il est considéré comme l'un des meilleurs joueurs mondiaux. En 2016, il arrivait juste derrière Lee Chang-ho par le nombre de titres internationaux remportés.

## Biographie
Sedol est l'un des meilleurs joueurs coréen, classé 9p (9e dan professionnel, le niveau le plus élevé au go). Il était considéré par beaucoup, au début des années 2000, comme le meilleur joueur mondial, battant notamment à de nombreuses reprises Lee Chang-ho, le forçant même à adopter un style plus actif. 
Sedol commence à apprendre le go à 6 ans. Son père, 5e dan amateur, donne des cours de go à un groupe d'enfants et Sedol s'intéresse au jeu en le regardant faire. Il montre rapidement des dispositions pour le go, et son père l’entraîne alors plus sérieusement, lui faisant pratiquer intensivement les tsumego et l'envoyant participer à des tournois pour enfants dès que possible. À 9 ans il rejoint l'école de Kweon Kab-yong 8e dan, le dojo d'où sont issus la plupart des meilleurs joueurs coréens de ces vingt dernières années. Il réussit l'examen professionnel en 1995, à l'âge de douze ans,.
Après des débuts difficiles, il se met à progresser rapidement et devient un joueur de premier plan à partir de 2000. Cette année-là, il remporte notamment son premier titre (5e Chunwon), enchaîne trente-deux victoires consécutives et est élu meilleur joueur de l'année en Corée du Sud. À partir de 2002, il s'impose comme un des meilleurs joueurs du monde en remportant deux titres internationaux en quelques mois, la 15e coupe Fujitsu puis la 7e coupe LG. Il est promu 9e dan à la suite de ce second succès international.
Pendant les années qui suivent, Sedol continue de s'imposer comme un des meilleurs, si ce n'est le meilleur joueur du monde, remportant de nombreux titres nationaux et internationaux. Il développe une rivalité avec un des autres grands de cette période, Gu Li.
En 2009, alors qu'il est encore au sommet de la scène professionnelle, il prend une année sabbatique à la suite d'un désaccord avec la fédération coréenne, la Hanguk Kiwon. Finalement, une solution est trouvée et il revient après seulement six mois d'absence. Il profite de cette pause pour écrire trois livres de commentaires de ses parties avec l'aide de sa sœur. À son retour, il dissipe les doutes sur sa capacité à revenir à son meilleur niveau en gagnant vingt-quatre parties de suite, en remportant notamment un titre international (la première coupe BC Card) et en battant au passage celui qui est considéré comme le meilleur joueur du moment, Kong Jie.
Il continue depuis sa carrière professionnelle, restant un des meilleurs joueurs à un âge où la plupart des joueurs de go disparaissent du devant de la scène. 
En 2016, il affronte le programme Alphago de Google DeepMind et perd 4-1. Ce match voit la première victoire d'un programme face à un professionnel du plus haut niveau, et a été pour cette raison comparé avec le match d'échecs historique entre Deep Blue et Garry Kasparov en 1997.
Le 19 novembre 2019, Lee Sedol décide de prendre sa retraite. Cette décision est en partie motivée par sa défaite contre le programme Alphago. Il déclare à ce sujet : « Je ne suis plus au sommet, même si je deviens le numéro un. Il y a une entité qui ne peut plus être vaincue. »
Son frère aîné, Lee Sang-hoon, est également joueur de go professionnel.

## Match contre le programme AlphaGo
Lee Sedol a affronté du 9 au 15 mars 2016 à Séoul le programme informatique AlphaGo développé par Google DeepMind dans un match en 5 parties qu'il a perdu par 1 à 4. AlphaGo avait battu quelques mois auparavant le champion d'Europe Fan Hui (classé 2p) 5 à 0, première victoire d'un ordinateur contre un joueur de go professionnel. Lee Sedol, jouant avec les noirs, a perdu la première partie par abandon après 3 heures et 39 minutes de jeu. Le 10 mars 2016, jouant avec les blancs, il perd la deuxième partie par abandon. Le 12 mars, jouant avec les noirs, largement mené au temps, il perd la troisième partie par abandon, après avoir été complètement dominé depuis le début. Le match est désormais gagné par AlphaGo. Le 13 mars, Lee Sedol, jouant avec les blancs, gagne la quatrième partie par abandon, après un coup brillant qui a complètement décontenancé AlphaGo (le coup 78). Le 15 mars, durant la cinquième et dernière partie, longue de près de cinq heures, Lee Sedol a semblé avoir un très léger avantage. À l’inverse, certains coups joués par AlphaGo ont déconcerté les deux présentateurs, qui sont allés jusqu’à évoquer prudemment des « coups non nécessaires », voire émettre l’hypothèse de failles inédites dans son processus de décision. Mais finalement celle-ci s’est montrée solide dans le yose, la phase de consolidation du territoire, et Lee Sedol a fini par laisser filer le chronomètre, alors qu’il était dominé seulement d’un ou deux points sur le goban.

## Rivalité avec Gu Li et jubango
L'un des principaux rivaux de Lee Sedol au cours de sa carrière est Gu Li. Nés la même année, passés pro la même année, ils dominent à eux deux les années 2000 et cristallisent la lutte entre les professionnels chinois et coréens pendant cette période. Au-delà de leur rivalité devant un goban, Sedol et Gu Li sont de très bons amis.
Au 5 novembre 2016, ils ont joué 49 parties officielles au total, soit le record entre deux joueurs jouant dans des pays différents. Le score total est de 24 partout et une partie sans résultat (en 2012, leur partie de la Coupe Samsung donne lieu à un rarissime quadruple ko et doit être rejouée. Gu Li remporte finalement la nouvelle partie).
En 2014, un jubango (en) (une série de dix parties) est organisé entre Lee Sedol et Gu Li. Il s'agit du premier jubango officiel depuis soixante-dix ans et l'un des principaux événements de l'année dans le monde du go. Les parties sont jouées entre le 26 janvier et le 28 septembre 2014. Sedol remporte la série six parties à deux (le résultat final ne pouvant être modifié, les deux dernières parties ne sont pas jouées) et la récompense de cinq millions de renminbi (près de 600 000 euros à cette époque).

## Caractère
Lee Sedol est aussi connu à travers le monde pour son caractère atypique, les joueurs de go étant en général plutôt modestes, Fan Hui a de nombreuses anecdotes à son sujet : des journalistes demandèrent à Lee Chang-Ho et Lee Sedol qui était selon eux le plus fort joueur du monde, Lee Chang-Ho, de nature modeste, répondit « C'est difficile à dire, il y a de par le monde bon nombre de joueurs qui sont très forts » ; mais Lee Sedol, quant à lui, répondit : « C'est très certainement moi ». L'opposition de leurs caractères est le reflet de leur opposition de style dans le jeu.

## Style de jeu
Lee Sedol est connu pour son agressivité et sa lecture très profonde du jeu, son style est proche de celui de Gu Li mais aussi de celui de Fang You et surtout à l'opposé de Lee Chang-ho bien que comme Lee Chang-Ho il soit lui aussi très fort en yose. Après la domination mondiale de Lee Chang-Ho qui a mis en lumière un jeu simple et évitant les combats pendant les années 1990, son style renoue un peu avec le style habituel coréen, qui est en général réputé pour son agressivité et sa force en combat.

## Palmarès[5]
Il obtient le prix du meilleur joueur de Corée du Sud en 2000, 2002, 2007, 2008, 2010, 2011 et 2012.